# Celama nigrolineata
Celama nigrolineata är en fjärilsart som beskrevs av Van Eecke. Celama nigrolineata ingår i släktet Celama och familjen trågspinnare. Inga underarter finns listade i Catalogue of Life.